# Episodi di The Alcoa Hour (prima stagione)
La prima stagione della serie televisiva The Alcoa Hour è andata in onda negli Stati Uniti dal 16 October 1955 al 2 settembre 1956 sulla NBC.
| nº | Titolo originale             | Prima TV USA     |
| -- | ---------------------------- | ---------------- |
| 1  | The Black Wings              | 16 ottobre 1955  |
| 2  | The Small Servant            | 30 ottobre 1955  |
| 3  | A Girl Can Tell              | 13 novembre 1955 |
| 4  | Thunder In Washington        | 27 novembre 1955 |
| 5  | Undertow                     | 11 dicembre 1955 |
| 6  | Amahl and the Night Visitors | 25 dicembre 1955 |
| 7  | Man on a Tiger               | 8 gennaio 1956   |
| 8  | A Patch of Faith             | 22 gennaio 1956  |
| 9  | Long After Summer            | 5 febbraio 1956  |
| 10 | Tragedy in a Temporary Town  | 19 febbraio 1955 |
| 11 | Man On Fire                  | 4 marzo 1956     |
| 12 | Doll Face                    | 18 marzo 1956    |
| 13 | Finkle's Comet               | 1º aprile 1956   |
| 14 | Even the Weariest River      | 15 aprile 1956   |
| 15 | Paris and Mrs. Perlman       | 29 aprile 1956   |
| 16 | The President                | 13 maggio 1956   |
| 17 | The Confidence Man           | 27 maggio 1956   |
| 18 | The Magic Horn               | 10 giugno 1956   |
| 19 | The Archangel Harrigan       | 24 giugno 1956   |
| 20 | The Piper of St. James       | 8 luglio 1956    |
| 21 | Sister                       | 22 luglio 1956   |
| 22 | Kiss and Tell                | 5 agosto 1956    |
| 23 | The Big Vote                 | 19 agosto 1956   |
| 24 | The Girl in Chapter One      | 2 settembre 1956 |

## The Black Wings
- Prima televisiva: 16 ottobre 1955

### Trama
- Guest star: Wendell Corey (David Adams), Robert Flemyng (Bennett), Beulah Garrick (Eve), Byron Russell (Tobin), Frances Tannehill (Lucy), Ann Todd (Jane Cornish), John Williams (Frazer)

## The Small Servant
- Prima televisiva: 30 ottobre 1955

### Trama
- Guest star: Diane Cilento (Small Servant), Francis Compton (Wrasp), Brenda Forbes (Sophie Wackles), Laurence Harvey (Dick Swiveller), Halliwell Hobbes (reverendo Garland), John Laurie (Sampson Brass), Murray Matheson (Padgett), Mary Wickes (Sally Brass)

## A Girl Can Tell
- Prima televisiva: 13 novembre 1955

### Trama
- Guest star: Carleton Carpenter (Artie), Dean Harens (George), Diana Lynn (Jennifer), Paul McGrath (padre), William Redfield (Bill), Barbara Robbins (madre), Mark Roberts (dottor Emmett), Donald Symington (Freddie), Natalie Trundy (Nancy), Jack Whiting (J.G.), Elissa Zabor (Natasha)

## Thunder in Washington
- Prima televisiva: 27 novembre 1955

### Trama
- Guest star: Ed Begley (Representative Kilter), Russell Collins (Joe Horton), Philip Coolidge (Mr. Herbert), Melvyn Douglas (Charles Turner), James Gregory (Martin Hobbes), Susan Hallaran (Janie), Audra Lindley (Laura), Howard St. John (Mr. Meadows), Luis Van Rooten (presidente)

## Undertow
- Prima televisiva: 11 dicembre 1955

### Trama
- Guest star: John Kerr (Jamie Hallock), Hanna Landy (Gail Parr), Thomas Mitchell (Cap'n Jarvis), Cathleen Nesbitt (madre di Mother Hallock), Robert Preston (Doug Hallock), Teresa Wright (Sylvia Hallock)

## Amahl and the Night Visitors
- Prima televisiva: 25 dicembre 1955

### Trama
- Guest star: David Aiken (King Melchior), Rosemary Kuhlmann (Amahl), Leon Lishner (King Balthasar), Bill McIver (Amahl), Andrew McKinley (King Caspar), Glen Tetley (Dancing Shepherd)

## Man on a Tiger
- Prima televisiva: 8 gennaio 1956

### Trama
- Guest star: Melvyn Douglas (Jim Conway), Jan Farrand (Lily), Lisa Howard (Kitty), Virginia Kaye (Ruth Wilson), Jerome Kilty (Steve Morgan), Paul McGrath (Fleming), Tony Randall (Bill Holmes), Polly Rowles (Susan), Frank Schofield (Kaplow), Mort Stephens (George), Keenan Wynn (Curley Ames)

## A Patch of Faith
- Prima televisiva: 22 gennaio 1956

### Trama
- Guest star: Theodore Bikel (Il Vecchio), Lee J. Cobb (Zocco), Robert Emhardt (Van Vlick), Will Kuluva (Oste), Henry Lascoe (Bridagiere), Miko Oscard (Peppino), Lilia Skala (Mrs. Van Vlick), Luis Van Rooten

## Long After Summer
- Prima televisiva: 5 febbraio 1956

### Trama
- Guest star: Ben Astar (Manuel), Raymond Bramley (Minister), Donald Harron (Jack), Susan Kohner (Joanna), Augusta Merighi (Josie), Simon Oakland (Bert), Robert Preston (Tom Waycroff), Cameron Prud'Homme (Alben

## Tragedy in a Temporary Town
- Prima televisiva: 19 febbraio 1956

### Trama
- Guest star: Edward Binns (Anderson), Lloyd Bridges (Alec Beggs), Rafael Campos (Raphael Infante), Robert Dryden (Sankey), Robert Emhardt (Matt Fisher), Donald Harron (Mickey Doran), Betty Lou Keim (Dotty Fisher), Will Kuluva (Julio Infante), Vivian Nathan (Grace Beggs), Milton Selzer (Pike), Clifford Tatum Jr. (Buddy Beggs), Jack Warden (Frank Doran), Jane White

## Man on Fire
- Prima televisiva: 4 marzo 1956

### Trama
- Guest star: Patricia Barry (Nina), Ed Begley (Sam), Loïs Bolton (Mrs. Delaney), Russell Collins (giudice), Tom Ewell (Earl Carleton), Van Dyke Parks (Ted), Neva Patterson (Gwen), Jerome Thor (Shaw)

## Doll Face
- Prima televisiva: 18 marzo 1956

### Trama
- Guest star: Patricia Englund (Manicurist), Glenda Farrell (Eloise Schroeder), Jeff Harris (Bellboy), Gene Lyons (Harry Banning), Nancy Malone (Grace Schroeder), Frank McHugh (George Schroeder), Addison Powell (Arthur Jelliffe)

## Finkle's Comet
- Prima televisiva: 1º aprile 1956

### Trama
- Guest star: Hans Conried (Schnobble), Norman Fell (Marvie), Henry Lascoe (Mirsky), Donald Mayo (professore Caswell), David Opatoshu (Morris Finkle), Lenka Peterson (Marilyn), Ned Wertimer (Terry)

## Even the Weariest River
- Prima televisiva: 15 aprile 1956

### Trama
- Guest star: Thomas A. Carlin (Will Steinbach), Robert Dryden (Olan), Lee Grant (Lennie Converse), Boris Karloff (Doc Dixon), Frank Marth (Crawford), Frank Overton (Barton Steinbach), Christopher Plummer (Bruce Quealy), Jason Robards (Bridger), Milton Selzer (Upton), John Shellie (McAdam), Archie Smith (Matt), Franchot Tone (sceriffo Converse)

## Paris and Mrs. Perlman
- Prima televisiva: 29 aprile 1956

### Trama
- Guest star: Gertrude Berg (Sophie Perlman), Claude Dauphin (Monsieur Aristide Duchamp), Janet Fox (Rose), Sanford Meisner (Lew Stern), Joseph Walsh (Leon)

## The President
- Prima televisiva: 13 maggio 1956

### Trama
- Guest star: John Boruff, Fred Clark (governatore Dan Cowlin), Allen Collins, Robert Dryden, Mildred Dunnock (Grace Westman), Larry Gates (Fulton Wills), Claude Rains (Paul Westman), Alfred Ryder (Harvey Wilson), Everett Sloane (Bill Groody), Luis Van Rooten (Foster), David White (Sully), Howard Wierum

## The Confidence Man
- Prima televisiva: 27 maggio 1956

### Trama
- Guest star: Hume Cronyn (Sam Pickens), Dorothy Sands, Jessica Tandy (Olivia Crummit)

## The Magic Horn
- Prima televisiva: 10 giugno 1956

### Trama
- Guest star: Ruby Braff (Spencer Lee), Vic Dickenson (Stromberg Harris), Buzzy Drootin (Bide-o-wee Smith), Bert Freed (Manager), Milt Hinton (Woosh Johnson), Peanuts Hucko (The Greek), Jimmy McPartland (Jambo Reader), Ralph Meeker (Billy Hepburn), Sal Mineo (Tommy Angelo)

## The Archangel Harrigan
- Prima televisiva: 24 giugno 1956

### Trama
- Guest star: Darren McGavin (Harrigan), Janice Rule (Rosie McLeod), Frank Aletter (Tommy Sanford), Walter Burke (Sam Adams), Ann Dere (Mae Jenks), Pat Hingle (Red), John Shellie (Jud), Frank Tweddell (Charlie Jenks)

## The Piper of St. James
- Prima televisiva: 8 luglio 1956

### Trama
- Guest star: Brenda Forbes (Jenkins), William Hansen (R.B. Angus), Pat Harrington Jr. (barista), Barry Jones (Hamish), Patrick Macnee (Charlie), Peggy Maurer (Julia), Patrick O'Neal (Jamie)

## Sister
- Prima televisiva: 22 luglio 1956

### Trama
- Guest star: Gladys Cooper (Zia Pauline), Cathleen Nesbitt (Angelica), Vincent Price (Alvanley)

## Kiss and Tell
- Prima televisiva: 5 agosto 1956

### Trama
- Guest star: Warren Berlinger (Dexter Franklin), Loïs Bolton, Stephen Chase (zio George), John Connell (Lenny Archer), Jerome Cowan (Harry Archer), Florida Friebus (Mrs. Franklin), Robin Morgan (Corliss Archer), Marion Randall (Mildred Pringle), Polly Rowles (Janet Archer), Howard St. John (Mr. Pringle)

## The Big Vote
- Prima televisiva: 19 agosto 1956

### Trama
- Guest star: Jay Barney (Hofmeyer), Ed Begley (Michael Francis Dixon), Walter Burke (Devlin), Robert Emhardt (Teddy Harrison), William Harrigan (Emil Drucker), Hanna Landy (Vera), Kathleen Maguire (Eileen Dixon), Walter Matthau (Bill Egan), Luis Van Rooten (Bernstein)

## The Girl in Chapter One
- Prima televisiva: 2 settembre 1956

### Trama
- Guest star: James Daly (Vernon Elder), Madge Evans (Agnes Spencer), Warren Parker, Wallace Rooney, Anne Seymour (Mary Elder), Joanne Woodward (Margaret Spencer)